# Hundefamilien
Hundefamilien (Canidae) er en familie af kødædende pattedyr. Familien har 36 nulevende arter fordelt på 12 slægter. Til hundefamilien hører ulve, sjakaler og ræve. Arterne er udbredt på alle kontinenter i skov, tundra, savanne og ørken i tempererede og tropiske områder. De varierer i størrelse fra fenneken på 24 cm til ulven på op til 160 cm i længden. Kun gråræven og mårhunden er i stand til at klatre i træer.

## Fællestræk
Det er som regel middelstore rovdyr med langt hoved, der bærer store bevægelige næsebor og hos de vildtlevende opretstående ører. Øjnene er store, munden bred med kødfulde læber, der kun bærer få knurhår. Halsen er kraftig. Kroppen er slank og bæres af høje løbeben med 5 for- og 4 bagtæer. Det er tågængere med kun lidt krumme kløer, der slides under gangen. Halen er oftest middellang, stærkt håret. Pelsen er tæt og strid. Huden mangler svedkirtler, men ved haleroden findes store sammensatte kirtler, der afsondrer stinkende sekreter.
På flad mark jager de, med undtagelse af rævene, hurtigt og utrætteligt efter deres bytte, hyppigst i flok. Den overordentlig fine lugtesans er deres bedste sans, og de kan følge deres byttes spor efter lugten. De får oftest kuld på 6-12 unger, hvalpe, der fødes blinde, i oftest skjulte selvgravede jordhuler. Patterne findes på bryst og bug.

## Klassifikation
De 36 nulevende arter i hundefamilien er alle i underfamilien Caninae. De 12 slægter inddeles her i to undergrupper:
- Tribus Vulpini
  - Slægt Otocyon, 1 art, øreræv
  - Slægt Urocyon, 2-3 arter, fx gråræv
  - Slægt Vulpes, 12 arter, fx ræv, polarræv, kitræv, fennek, sandræv, swiftfox og indisk ræv
- Tribus Canini
  - Slægt Atelocynus, 1 art, kortøret ræv
  - Slægt Canis, 9 arter, fx ulv (tamhund, dingo), abessinsk ræv, rødulv, prærieulv og sjakalerne
  - Slægt Cerdocyon, 1 art, krabberæv
  - Slægt Chrysocyon, 1 art, mankeulv
  - Slægt Cuon, 1 art, dhole
  - Slægt Lycaon, 1 art, hyænehund
  - Slægt Lycalopex, 6 arter, fx andesræv
  - Slægt Speothos, 1 art, skovhund
  - Slægt Nyctereutes, 1 art, mårhund

### Fylogeni
Fylogeni efter McKenna og Bell, 1997, og Wang, Tedford & Taylor, 1999 († = uddød).
```
Canidae
 (hundefamilien)
  |
  `-- 
Hesperocyoninae
 (†) (arkaiske urhunde)
        |-- 
Borophaginae
 (†) (hyenoide urhunde)
        `-- Caninae (moderne hundedyr)
              |
              `-- 
Leptocyon sp.
 (†)
                    |
                    |-- Vulpini (
ræve
)
                    |     |-- 
Vulpes
 (
egentlige ræve
)
                    |     `--
                    |        |-- 
Alopex
 (
polarræv
)
                    |        `--
                    |           |-- 
Urocyon
 (
gråræv
)
                    |           `-- 
                    |              |-- 
Prototocyon
 (†)
                    |              `-- 
Otocyon
 (
ørehund
)
                    |
                    `-- Canini (
ægte hunde
)
                          |-- 
                          |  |-- 
Dusicyon
 (
falklandsulv
) (†)
                          |  `-- 
Lycalopex
 (
andesræv
 og andre)
                          |
                          `--
                             |-- 
Chrysocyon
 (
mankeulv
)
                             `--
                                |-- 
Cerdocyon
 (
krabberæv
)
                                `--
                                   |-- 
Nyctereutes
 (
mårhund
)
                                   `--
                                      |-- 
Atelocynus
 (
kortøret ræv
)
                                      `--
                                         |-- 
Speothos
 (
skovhund
)
                                         `--
                                            |-- 
Canis
 (
hundeslægten
)
                                            `--
                                               |-- 
Cuon
 (
dhole
)
                                               `-- 
Lycaon
 (
hyænehund
)
```